# Kourylivka
Kourylivka (en ukrainien : Курилівка) ou Kourilovka (en russe : Куриловка) est une commune urbaine de l'oblast de Dnipropetrovsk, en Ukraine, et le centre administratif du raïon de Kourylivka. Sa population s'élevait à 2 641 habitants en 2013.

## Géographie
Kourylivka se trouve sur la rive gauche du Dniepr, au-dessous du barrage de Kamianske. Elle est située à 8 km au nord de la ville de Kamianske dont elle est séparée par le Dniepr, à 31 km au nord-est de Dnipro et à 361 km au sud-est de Kiev.

## Histoire
Kourylivka fut fondée au milieu du XVIIIe siècle comme un poste des Cosaques zaporogues. Le nom du village pourrait dériver du nom des premiers colons. En 1886, le village comptait 857 habitants personnes et en 1908 ce nombre était passé à 1 119. Il y avait alors une filature de lin. Kourylivka accéda au statut de commune urbaine en 1938. 
Le 11 août 1979, lors de la collision aérienne de Dniprodzerjynsk en 1979, deux Tupolev Tu-134 d'Aeroflot entrèrent en collision à 8 400 m d'altitude, à la suite d'une erreur d'un contrôleur aérien, et s'écrasèrent près de Kourylivka. La catastrophe fit 178 victimes, soit la totalité des membres des équipages et des passagers des deux appareils.

## Population
Recensements (*) ou estimations de la population :
| 1959* | 1970* | 1979* | 1989* | 2001* |
| ----- | ----- | ----- | ----- | ----- |
| 2 792 | 3 268 | 3 308 | 2 741 | 2 546 |

| 2009  | 2010  | 2011  | 2012  | 2013  |
| ----- | ----- | ----- | ----- | ----- |
| 2 641 | 2 645 | 2 659 | 2 655 | 2 641 |